# 克里奥拉 (阿拉巴马州)
克里奥拉（英語：Creola）是美国阿拉巴马州下属的一座城市。面积约为14.24平方英里（约合36.88平方公里）。根据2010年美国人口普查，该市有人口1,926人，人口密度为135.26/平方英里（约合52.22/平方公里）。